# Gyáni János
Gyáni János (Gyula, 1959. február 25. –) kétszeres Európa-bajnoki bronzérmes, senior Európa-bajnok, 2-szeres senior világbajnok magyar cselgáncsozó. Az atlantai senior világkupa meghívásos résztvevője, de sérülés miatt, melyet az ott rendezett előversenyen szerzett haza kellett utaznia. Az előversenyen első helyezést ért el és a döntőben sérült meg.
Három leánygyermek apja, (közülük Brigitta is aktív cselgáncsozó). A békéscsabai alvilág egyik rettegett tagja volt, de a sportszakosztály nyomására a versenyzés és az utánpótlás-nevelés irányába vette útját.

## Élete
1969-ben kezdett el cselgáncsozni a Honvéd Szalvai Mihály Sportegyesületnél. Országos bajnokságokon 15 bajnoki címet nyert. 1975-től egészen 1989-ig a válogatott tagja volt (ifjúsági, junior, felnőtt korosztályokban). 1980-ban juniorként kivívta az indulást a moszkvai olimpiai játékokra 78 kg súlycsoportban. 1982-ben Debrecenben a Felnőtt Európa-Bajnokságon 86 kg súlycsoportban bronzérmes lett. 1984-ben a Belgrádban megrendezett felnőtt Európa-bajnokságon szintén bronzérmes helyezést ért el. Az 1984-es Los Angeles-i olimpiai játékokra - amire a bojkottálás miatt nem utazhatott el - Varsóban rendeztek meg egy pótversenyt. Ezen a ’csonka olimpián’ 86 kg súlycsoportban 5. helyezést ért el. 1985-ben a szöuli világbajnokságon szintén 5. helyezett lett. 1989-ben lemondott a válogatottságról. Ezen időszakban igen sok hazai, nemzetközi versenyt nyert és lett helyezett. Általában a magyar válogatott első számú utazó kerettagja volt 86 kg súlycsoportban. 1982-ben adományozták neki az Európa Bajnokságon elért sikereiért a II. DAN fokozatot.
Kora ellenére is edzésben tartja magát – sokat gyakorol tanítványaival -, így méltónak érezte magát, hogy elinduljon a 2004-es Mesterek Világbajnokságán. A Világbajnokságot 2004. június 30.-július 3. között rendezték meg Bécsben, +100 kg-ban világbajnok lett.

## Edzőként
1997-ben megalapította a Békés Megye Judójáért Alapítványt, melynek keretein belül újraélesztette Békéscsaba városában a cselgáncsot. 2001-ben ezen alapítvány átalakult Békés megyei Kano Judo Sportegyesületté, a jelen időszakban is ennek az egyesületnek az elnöke és vezető edzője.
A 2000-es évek végén is több mint 120 tanítvánnyal foglalkozott, akik között fokozatosan mutatkoztak országos és nemzetközi eredmények. Gyáni nem titkolt célkitűzése, hogy olimpikont neveljen Békéscsabán, aki újra nevessé teszi a várost.

## Sporteredményei
- Többszörös olimpiai résztvevő (Moszkva, Los Angeles/Varsó, Szöul)
- 2-szeres Eb-bronzérmes (1981. Debrecen, 1986. Belgrád)
- Világbajnoki 4. és 5. helyezett
- 19-szeres országos magyar bajnok
- kétszeres Senior világbajnok
- Senior Európa-bajnok